# Amblypodia arzenius
Amblypodia arzenius är en fjärilsart som beskrevs av Felder. Amblypodia arzenius ingår i släktet Amblypodia och familjen juvelvingar. Inga underarter finns listade i Catalogue of Life.